# Радохова Вас
Радохова Вас (словен. Radohova vas) — поселення в общині Іванчна Гориця, Осреднєсловенський регіон, Словенія. Висота над рівнем моря: 327,1 м.